# Buxus nipensis
Buxus nipensis är en buxbomsväxtart som beskrevs av Eg.Köhler, P.A.González. Buxus nipensis ingår i släktet buxbomar, och familjen buxbomsväxter. Inga underarter finns listade i Catalogue of Life.